# Сузанна Вібово
Сузанна Вібово (нар. 25 листопада 1963) — колишня індонезійська тенісистка.
Найвищу одиночну позицію світового рейтингу — 195 місце досягла 14 січня 1991, парну — 90 місце — 29 квітня 1991 року.
Здобула 3 одиночні та 1 парний титул.

## Фінали турнірів WTA

### Парний розряд: 1 (1 перемога)
| Легенда                       |   |
| Турніри I-ї категорії         | 0 |
| Турніри II-ї категорії        | 0 |
| Турніри III-ї категорії       | 0 |
| Турніри IV-ї та V-ї категорій | 1 |

| Титули за покриттям |   |
| Тверде              | 1 |
| Ґрунт               | 0 |
| Трава               | 0 |
| Килим               | 0 |

| Результат | Ранг | Дата           | Турнір                        | Покриття | Партнерка  | Суперниці               | Рахунок  |
| --------- | ---- | -------------- | ----------------------------- | -------- | ---------- | ----------------------- | -------- |
| Перемога  | 1.   | 21 квітня 1991 | Pattaya Women's Open, Таїланд | Тверде   | Нана Міяґі | Хіракі Ріка Акемі Нісія | 6–1, 6–4 |

## Фінали ITF
| турніри $50,000 |
| турніри $25,000 |
| турніри $10,000 |

### Одиночний розряд: 7 (3–4)
| Результат | Ранг | Дата              | Турнір                   | Покриття | Суперниця           | Рахунок            |
| Поразка   | 1.   | 24 листопада 1986 | ITF Кіото, Японія        | Тверде   | Ізабель Крюдо       | 5–7, 6–7           |
| Поразка   | 2.   | 12 липня 1987     | ITF Паліано, Італія      | Ґрунт    | Лаура Лапі          | 6–4, 1–6, 4–6      |
| Перемога  | 3.   | 10 листопада 1987 | ITF Мацуяма, Японія      | Тверде   | Кідовакі Мая        | 6–3, 6–3           |
| Перемога  | 4.   | 26 березня 1989   | ITF Джакарта, Індонезія  | Тверде   | Ораван Тхампенстрі  | 6–3, 4–6, 6–1      |
| Поразка   | 5.   | 6 серпня 1989     | ITF Джакарта, Індонезія  | Тверде   | Яюк Басукі          | 6–7(5–7), 6–1, 4–6 |
| Поразка   | 6.   | 12 серпня 1990    | ITF Таракан, Індонезія   | Тверде   | Басукі Яюк          | 7–5, 4–6, 3–6      |
| Перемога  | 7.   | 18 листопада 1990 | ITF Нуріоотпа, Австралія | Тверде   | Мішелл Джаггерд-Лай | 6–4, 6–2           |

### Парний розряд: 29 (22–7)
| Результат | Ранг | Дата              | Місце                    | Покриття | Партнерка          | Суперниці                                | Рахунок        |
| Перемога  | 1.   | 6 липня 1986      | ITF Бриндізі, Італія     | Ґрунт    | Басукі Яюк         | Лі Сіньї Чжун Ні                         | 6–4, 4–6, 6–2  |
| Перемога  | 2.   | 27 жовтня 1986    | ITF Саґа, Японія         | Трава    | Басукі Яюк         | Маріанне ван дер Торре Теміс Замбржицькі | 6–2, 6–3       |
| Перемога  | 3.   | 10 листопада 1986 | ITF Мацуяма, Японія      | Тверде   | Басукі Яюк         | Белінда Кордвелл Венді Вуд               | 0–6, 6–4, 6–2  |
| Перемога  | 4.   | 24 листопада 1986 | ITF Кіото, Японія        | Тверде   | Басукі Яюк         | Іто Кадзуко Дзюнко Кімура                | 6–3, 6–3       |
| Перемога  | 5.   | 12 липня 1987     | ITF Паліано, Італія      | Ґрунт    | Басукі Яюк         | Лаура Лапі Барбара Романо                | 6–4, 2–6, 6–0  |
| Перемога  | 6.   | 19 липня 1987     | ITF Суб'яко, Італія      | Ґрунт    | Басукі Яюк         | Ilonka Leyten Brigette Pardoel           | 7–5, 7–5       |
| Перемога  | 7.   | 25 жовтня 1987    | ITF Ібаракі, Японія      | Тверде   | Басукі Яюк         | Елісон Скотт Стефані Севайдс             | 6–2, 4–6, 6–0  |
| Перемога  | 8.   | 1 листопада 1987  | ITF Мацуяма, Японія      | Тверде   | Басукі Яюк         | Дженніфер Ф'юкс Джилл Смоллер            | 6–4, 3–6, 6–1  |
| Перемога  | 9.   | 26 березня 1989   | Джакарта, Індонезія      | Тверде   | Вая Валаланґі      | Луккі Теджамукті Агустіна Вібісоно       | 6–2, 2–6, 6–1  |
| Перемога  | 10.  | 11 червня 1989    | Мілан, Італія            | Ґрунт    | Басукі Яюк         | Клодін Толеафоа Рут Сімен                | 5–7, 6–4, 6–2  |
| Перемога  | 11.  | 6 серпня 1989     | Джакарта, Індонезія      | Тверде   | Басукі Яюк         | Patricia Budiono Луккі Теджамукті        | 4–6, 6–0, 6–3  |
| Перемога  | 12.  | 12 листопада 1989 | Нуріоотпа, Австралія     | Тверде   | Басукі Яюк         | Джастін Годдер Келлі-Енн Джонстон        | 6–3, 6–4       |
| Перемога  | 13.  | 21 січня 1990     | Джакарта, Індонезія      | Тверде   | Басукі Яюк         | Александра Ніпел Керолайн Біллінгем      | w/o            |
| Поразка   | 14.  | 15 квітня 1990    | Барі, Італія             | Ґрунт    | Басукі Яюк         | Агнесе Густмане Барбара Ріттнер          | 4–6, 6–4, 2–6  |
| Перемога  | 15.  | 22 квітня 1990    | Турин, Італія            | Ґрунт    | Їда Ей             | Федеріка Бонсіньйорі Андреа Носай        | 7–5, 3–6, 6–4  |
| Поразка   | 16.  | 10 червня 1990    | Мантуя, Італія           | Ґрунт    | Басукі Яюк         | Івана Янковська Ева Меліхарова           | 3–6, 5–7       |
| Перемога  | 17.  | 12 серпня 1990    | Джакарта, Індонезія      | Тверде   | Басукі Яюк         | Іраваті Моерід Джусті Кусвара            | 7–5, 6–3       |
| Перемога  | 18.  | 28 жовтня 1990    | Нагасакі, Японія         | Тверде   | Басукі Яюк         | Керрі-Енн Г'юз Крістін Кунс              | 6–2, 7–6(10–8) |
| Перемога  | 19.  | 4 листопада 1990  | Саґа, Японія             | Трава    | Басукі Яюк         | Керрі-Енн Г'юз Крістін Кунс              | 6–3, 6–2       |
| Перемога  | 20.  | 18 листопада 1990 | Нуріоотпа, Австралія     | Тверде   | Басукі Яюк         | Інгелісе Дрігейс Луїс Флемінг            | 7–6, 6–1       |
| Поразка   | 21.  | 1 червня 1992     | ITF Сеул, Південна Корея | Ґрунт    | Романа Теджакусума | Кім Іль Сун Лі Чон Мьон                  | 3–6, 3–6       |
| Поразка   | 22.  | 8 червня 1992     | ITF Сеул, Південна Корея | Тверде   | Романа Теджакусума | Кім Іль Сун Лі Чон Мьон                  | 3–6, 4–6       |
| Перемога  | 23.  | 1 лютого 1993     | ITF Бандар, Бруней       | Тверде   | Романа Теджакусума | Сенді Шуріфонґ Тамарін Танасугарн        | 6–3, 6–1       |
| Перемога  | 24.  | 29 березня 1993   | ITF Бангкок, Таїланд     | Тверде   | Ніколь Пратт       | Мімма Черновіта Іраваті Іскандар         | w/o            |
| Перемога  | 25.  | 12 грудня 1993    | ITF Маніла, Філіппіни    | Тверде   | Наталія Соетрісно  | Kim Hye-jeong Seo Hye-jin                | 6–4, 7–5       |
| Поразка   | 26.  | 24 січня 1994     | ITF Суракарта, Індонезія | Тверде   | Наталія Соетрісно  | Кім Іль Сун Choi Ju-yeon                 | 0–6, 6–2, 4–6  |
| Поразка   | 27.  | 8 серпня 1994     | ITF Джакарта, Індонезія  | Тверде   | Наталія Соетрісно  | Тан Мінь Вен Цзитін                      | 3–6, 1–6       |
| Перемога  | 28.  | 28 серпня 1994    | ITF Стамбул, Туреччина   | Тверде   | Наталія Соетрісно  | Аманда Гопманс Марія Попеску             | 7–6, 6–4       |
| Поразка   | 29.  | 11 листопада 1996 | ITF Маніла, Філіппіни    | Тверде   | Маріеке Гунаван    | Ху Чін-Бі Won Kyung-joo                  | 1–6, 3–6       |